# Långnäbbad spindeljägare
Långnäbbad spindeljägare (Arachnothera robusta) är en fågel i familjen solfåglar inom ordningen tättingar.

## Utseende och läte
Långnäbbad spindeljägare är en relativt stor (21–22 cm) och, som namnet avslöjar, mycket långnäbbad spindeljägare. Ovansidan är olivbrun, undersidan gul med svag streckning på bröstet. Kombinationen av storleken, streckningen, den helmörka långa näbben och den gula buken skiljer den från andra spindeljägare i sitt utbredningsområde. Lätet består av rätt tonlösa och spridda tjippande toner.

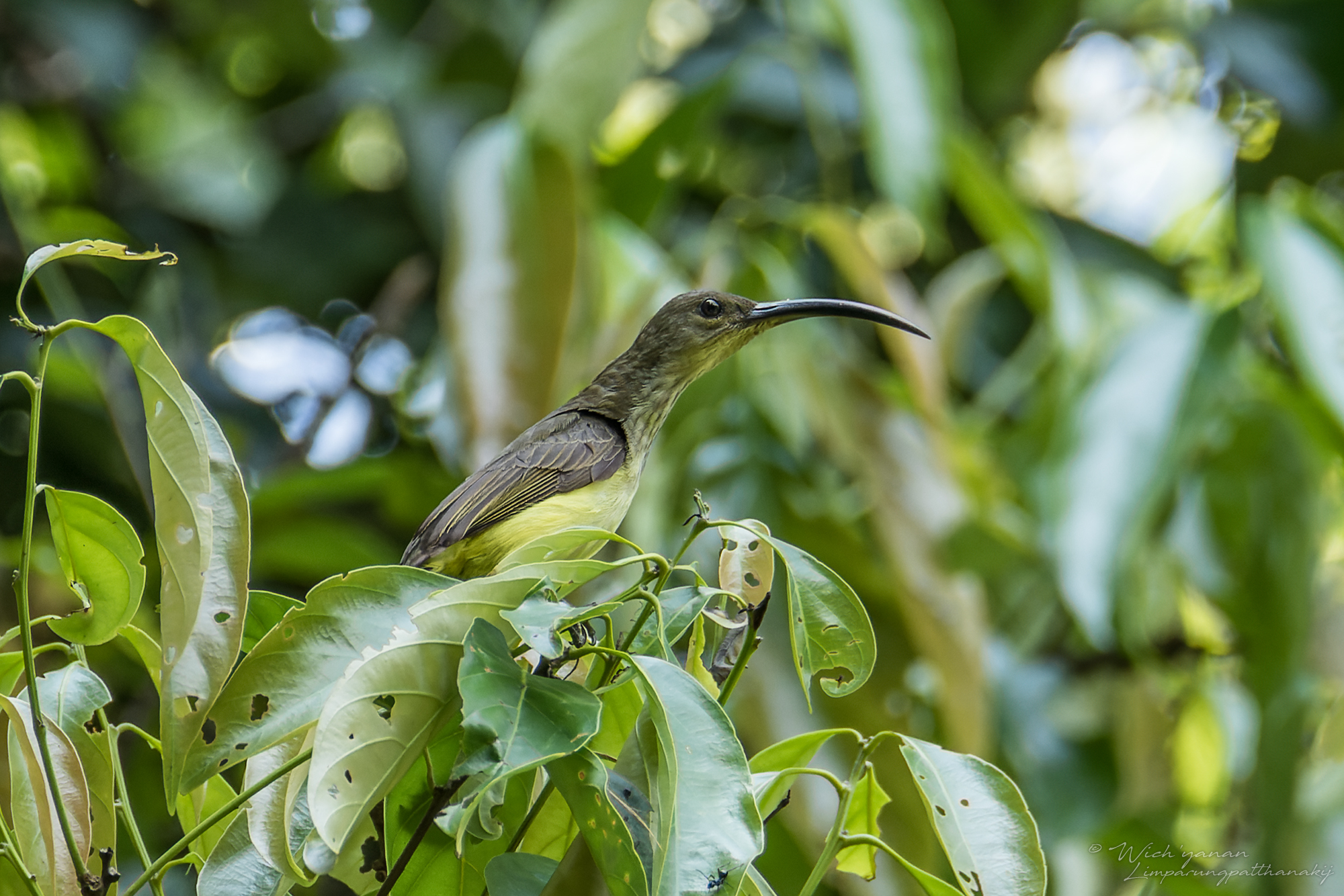

## Utbredning och systematik
Långnäbbad spindeljägare delas in i två underarter med följande utbredning:
- Arachnothera robusta robusta – förekommer i skogar i södra Thailand, Malackahalvön, Sumatra och Borneo
- Arachnothera robusta armata – förekommer på Java

## Levnadssätt
Långnäbbad spindeljägare hittas i de övre skikten av regnskog i låglandet och lägre bergstrakter. Födan består av spindlar och insekter som fjärilslarver och bönsyrsor. Den tar även små blommor, frukter och nektar, bland annat från mistel.

## Status och hot
Arten har ett stort utbredningsområde, men tros minska i antal till följd av habitatförstörelse, dock inte tillräckligt kraftigt för att den ska betraktas som hotad. Internationella naturvårdsunionen IUCN listar därför arten som livskraftig (LC).